# Alice Brooks

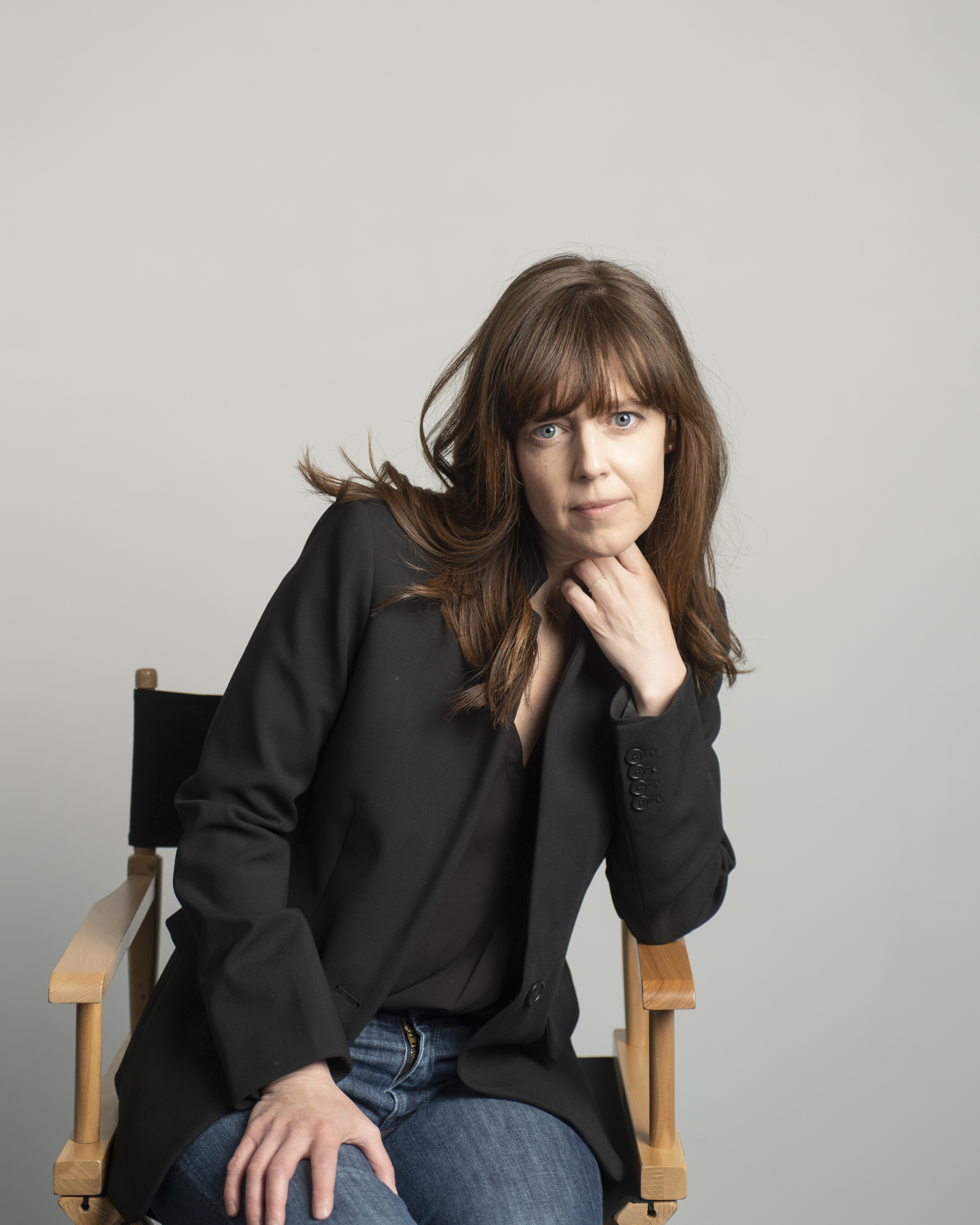
Alice Brooks

Alice Brooks ist eine US-amerikanische Kamerafrau.

## Leben
Alice Brooks stammt aus Portland und ist die Tochter des Dramatikers Stephen Levi und einer Schauspielerin, die sie in Broadway-Aufführungen brachte. Nachdem sie zehn Jahre lang als Kinderdarstellerin in New York und Los Angeles tätig war studierte sie Film an der School of Cinematic Arts der University of Southern California.
Nach ihrer Arbeit mit Jon M. Chu bei der Webserie LXD – Legion der außergewöhnlichen Tänzer fungierte sie bei dessen Filmen Jem and the Holograms, In the Heights und Wicked als Kamerafrau. Auch Chu studierte an der USC School of Cinematic Arts. Ihr Projekt Tick, Tick… Boom! von Lin-Manuel Miranda wurde im November 2021 in das Programm von Netflix aufgenommen.
Brooks ist Mitglied der International Cinematographers Guild (Local 600) und seit Oktober 2021 Mitglied der American Society of Cinematographers. Im Jahr 2022 wurde sie in die Academy of Motion Picture Arts and Sciences (AMPAS) berufen, die alljährlich die Oscars vergibt.
Seit 2012 ist sie mit Samuel Spencer verheiratet und lebt und pendelt zwischen Portland und Hollywood.

## Filmografie
- 2004: The Hillz (Video)
- 2006: Grand Junction
- 2006: You Did What?
- 2006: Ten 'til Noon
- 2006: Monday
- 2007: A Light for Greytowers
- 2009: Hungry Years
- 2010: The LXD: The Uprising Begins
- 2010: Design Revolution (Dokumentarfilm)
- 2010: American Flyer
- 2010: LXD – Legion der außergewöhnlichen Tänzer (Fernsehserie, 4 Folgen als Kamerafrau)
- 2011: The LXD: The Secrets of the Ra
- 2011: The LXD: Rise of the Drifts
- 2011: Lucid Possession
- 2012: S2dio City (Fernsehserie, 15 Folgen)
- 2013: Tainted Love (Fernsehserie, 6 Folgen)
- 2015: Jem and the Holograms
- 2015: Apparition
- 2015: Sweethearts of the Gridiron (Dokumentarfilm)
- 2016: We Love You
- 2016: One Fall
- 2016: Girl Flu.
- 2016: Dance Camp
- 2017–2018: The Walking Dead: Red Machete (Fernsehserie, 16 Folgen)
- 2018: Emma
- 2018: Alex & Me
- 2019: The Remix: Hip Hop X Fashion (Dokumentarfilm)
- 2020: Home Before Dark (Fernsehserie, 4 Folgen)
- 2021: In the Heights
- 2021: Tick, Tick… Boom!
- 2024: Wicked

## Auszeichnungen
American Society of Cinematographers Award
- 2025: Nominierung für die Beste Kamera (Wicked)[10]

Critics’ Choice Movie Award
- 2025: Nominierung für die Beste Kamera (Wicked)

Satellite Award
- 2021: Nominierung für die Beste Kamera (Tick, Tick… Boom!)[11]